# Dmytro Czumak (sztangista)
Dmytro Witalijowycz Czumak, ukr. Дмитро Віталійович Чумак (ur. 11 lipca 1990 w Skadowsku) – ukraiński sztangista, trzykrotny mistrz Europy, dwukrotny medalista mistrzostw świata. Olimpijczyk z Rio de Janeiro.

## Przebieg kariery
W 2007 wziął udział w młodzieżowych mistrzostwach Europy we włoskiej Pawii, gdzie uzyskał trzeci rezultat 294 kg w dwuboju. Przegrał jednak walkę o brązowy medal z rodakiem Kostjantynem Koszliakiem (który uzyskał ten sam wynik), z powodu większej masy ciała, którą miał w chwili startu. Jako junior zadebiutował na mistrzostwach świata w Cali, zajmując 8. pozycję w kategorii wagowej do 85 kg, uzyskując wynik 316 kg.
W zawodach mistrzowskich kategorii juniorów startował do 2010 roku, jednak bez większych sukcesów. Do rywalizacji powrócił w 2014, biorąc udział w rozgrywanych w Ałmaty mistrzostwach świata, na których w kategorii wagowej do 94 kg zajął 7. pozycję z rezultatem 383 kg. Rok później zdobył brązowy medal mistrzostw świata, podczas zawodów w Houston osiągnął wynik 386 kg dający Ukraińcowi trzecią pozycję. W 2016 reprezentował Ukrainę na letniej olimpiadzie w Rio de Janeiro, w ramach której uczestniczył w konkurencji wagowej do 94 kg i zajął 6. pozycję z rezultatem 387 kg.
W 2017 zdobył pierwszy medal mistrzostw Europy, na czempionacie w Splicie zdobywając złoty medal dzięki rezultatowi 388 kg. W 2018 roku po raz drugi zdobył medal mistrzostw świata, w zawodach rozgrywanych w Aszchabadzie uzyskując rezultat 393 kg dający srebrny medal. Kolejne tytuły mistrza Europy wywalczył w 2019 i 2021 roku.

## Osiągnięcia
| Rok  | Zawody                      | Miasto         | Miejsce | Kategoria | Wynik  | Źródło |
| ---- | --------------------------- | -------------- | ------- | --------- | ------ | ------ |
| 2008 | Mistrzostwa świata juniorów | Cali           | 8.      | 85 kg     | 316 kg | [ 4 ]  |
| 2008 | Mistrzostwa Europy juniorów | Durrës         | 10.     | 85 kg     | 315 kg | [ 3 ]  |
| 2009 | Mistrzostwa Europy juniorów | Landskrona     | 9.      | 94 kg     | 338 kg | [ 4 ]  |
| 2010 | Mistrzostwa świata juniorów | Sofia          | 7.      | 85 kg     | 330 kg | [ 4 ]  |
| 2014 | Mistrzostwa świata          | Ałmaty         | 7.      | 94 kg     | 383 kg | [ 4 ]  |
| 2015 | Mistrzostwa świata          | Houston        | 3.      | 94 kg     | 386 kg | [ 4 ]  |
| 2016 | Letnie igrzyska olimpijskie | Rio de Janeiro | 6.      | 94 kg     | 387 kg | [ 4 ]  |
| 2017 | Mistrzostwa Europy          | Split          | 1.      | 94 kg     | 388 kg | [ 4 ]  |
| 2018 | Mistrzostwa świata          | Aszchabad      | 2.      | 102 kg    | 393 kg | [ 4 ]  |
| 2019 | Mistrzostwa Europy          | Batumi         | 1.      | 102 kg    | 391 kg | [ 4 ]  |
| 2019 | Mistrzostwa świata          | Pattaya        | 4.      | 102 kg    | 393 kg | [ 4 ]  |
| 2021 | Mistrzostwa Europy          | Moskwa         | 1.      | 109 kg    | 407 kg | [ 4 ]  |